# Гаршин, Павел Владимирович
Павел Владимирович Гаршин (17 марта 1914 — 19 октября 1977) — наводчик 120 мм миномёта 563-го стрелкового полка (153-я стрелковая дивизия, 50-я армия, 2-й Белорусский фронт).

## Биография
Родился в крестьянской семье в селе Кодяковка Оренбургского уезда Оренбургской губернии (в настоящее время Новосергиевский район Оренбургской области).
В 1928 году окончил 7 классов школы, работал в колхозе.
В 1936 году был призван ряды Красной армии и служил до 1938 года, в июле 1941 года вновь был призван и отправлен на фронт Великой Отечественной войны.
7 октября 1943 года был награждён медалью «За боевые заслуги».
Приказом по 563 стрелковому полку от 12 сентября 1944 года наводчик 120-мм миномёта младший сержант Гаршин был награждён медалью «За отвагу» за то, что в боях в составе расчёта огнём миномёта уничтожил до 25 солдат противника.
В октябре 1944 года возле польского города Августов в составе подразделения выдержал 3 контратаки противника, при этом уничтожил 3 огневые точки противника, чем способствовал дальнейшему продвижению пехоты. Приказом по 153-й стрелковой дивизии от 11 ноября 1944 года был награждён орденом Славы 3-й степени.
В январских боях 1945 года в Восточной Пруссии за города Зенсбург и Хальсберг (в настоящее время города Мронгово и Лидзбарк-Варминьски) миномётным огнём вывел из строя до взвода солдат противника, подавил 2 огневые точки, тем самым помог отразить 2 контратаки. Приказом по 50-й армии от 31 марта 1945 года он был награждён орденом Славы 2-й степени.
В апреле 1945 года  при прорыве сильно укреплённой обороны противника на подступах к городу Кёнигсберг в Восточной Пруссии в составе расчёта подавил миномётную батарею, уничтожил крупнокалиберный пулемёт и 20 солдат противника. Был представлен к ордену Красной Звезды, приказом по 153 дивизии от 3 мая 1945 года повторно был награждён орденом Славы 3-й степени. Указом Президиума Верховного Совета СССР от  27 февраля 1958 года был перенаграждён орденом Славы 1-й степени.
В ноябре 1945 года демобилизован в звании сержанта, вернулся на родину. Работал в колхозе.
Скончался в родном селе 19 октября 1977 года. Похоронен в Кодяковке.